# Lãng Trung
Lãng Trung chữ Hán giản thể: 阆中市, Hán Việt: Lãng Trung thị) là một thành phố cấp huyện thuộc địa cấp thị Nam Sung, tỉnh Tứ Xuyên, Cộng hòa Nhân dân Trung Hoa. Thành phố này có diện tích 1877 km2, dân số 850.000 người, trong đó có hơn 600.000 người là nông dân. Mã số bưu chính của thành phố Lãng Trung là 637400, mã vùng điện thoại là 0817.